# فيك أرمبراستر
فيك أرمبراستر (بالإنجليزية: Vic Armbruster)‏ هو لاعب دوري الرغبي أسترالي، ولد في 12 يوليو 1902 في ليزمور في أستراليا، وتوفي في 1984.